# Cratichneumon puncticoxa
Cratichneumon puncticoxa là một loài tò vò trong họ Ichneumonidae.